# 신정호 (1970년)
신정호(1970년 4월 6일 ~ )는 대한민국의 前서울특별시의회 의원이다.

## 학력
- 신월중학교 졸업
- 화곡고등학교 졸업
- 동국대학교 경영학 학사
- 연세대학교 대학원 도시공학과 석사 학위 / 박사수료

## 경력
- 前 더불어민주당 서울시당 대변인
- 前 서울특별시 심의위원 (도시계획위원회, 도시재정비위원회, 도시재생위원회, 도시공원위원회, 환경영향평가위원회)
- 前 서울특별시의회 더불어민주당 원내 공보부대표(대변인)
- 前 대통령직속 국가균형발전위원회 국민소통특별위원회 위원
- 前 서울특별시의회 서부권역교통개선 특별위원회 부위원장
- 前 서울특별시의회 민생실천위원회 수석부위원장
- 前 강서양천교육지원청 교육발전자문위원
- 前 목운초등학교 아버지회 회장
- 前 목동행복주택 비상대책위원장
- 前 IT기업 창업 및 대표이사(1999년-2019년), 기업체 경영고문
- 2018년 7월 1일 ~ 2022년 6월 30일: 제10대 서울특별시의회 의원

## 역대 선거 결과
|  | 60.52% |

|  | 44.24% |